# Карельська Академічна Спілка
Карельська Академічна Спілка (фін. Akateeminen Karjala-Seura Akateeminen Karjala-Seura, AKS) — фінська націоналістична організація, що діяла в 1922 — 1944.  
Складалася в основному зі студентських активістів і представників інтелігенції.  
Домагалася приєднання Східної Карелії і створення Великої Фінляндії.  
Дотримувалася послідовної феноманії, стояла на позиціях правих поглядів, антирадянщини і антикомунізму. Мала серйозний політичний і організаційний вплив на праві сили країни. 

## Створення
Перші збори відбулися 16 лютого 1922. Ініціаторами створення "AKS" виступили журналіст Ерккі Ряйккенен, карельський активіст Рейно Вягякалліо і студент-богослов Еліас Сімеліус (Сімойокі). Всі вони були переконаними фінськими націоналістами і антикомуністами. 
На лютневій зустрічі вони обговорили методи подальшої допомоги біженцям і фінському національному рухові в Східній Карелії. Далі почалося встановлення зв'язків зі студентським та академічним середовищем (найбільш активно відгукнувся професор-географ Ііварі Лейвіскя). Сімеліус взяв на себе встановлення контактів у Остроботнії, Ряйккенен і Вяхякалліо — в Карелії. На установчих зборах 1 березня 1922 були присутні вже кілька десятків студентів і викладачів. 
Виявили зацікавленість і представники Охоронного корпусу. Інтереси Шуцкора при створенні "AKS" представляв військово-політичний активіст Ельмо Кайла. 
До антиросійської та антирадянської "AKS" входив Урго Кекконен — майбутній президент Фінляндії, який проводив у 1956 — 1981 політику зближення з СРСР. 

## Керівники
Першим головою "AKS" був обраний "білий" ветеран і банківський службовець Каарло Галлікорпі, його заступником — медик Урго Матінолі. Секретарем став Ерккі Ряйккенен. 
Рік по тому організацію очолив Ельмо Кайла, що із самого початку вважався «сильною людиною» в "AKS". Його перше головування тривало 4,5 року. 
У 1927 Кайлу змінив історик і письменник Вілго Геланен, учасник громадянської війни у Фінляндії і війни за незалежність Естонії. 
З 1928 по 1930 "AKS" знову очолював Кайла. У 1930 — 1932 — активісти Мартті Кантеле і Аарне Валле.  
У 1932 — 1934 — журналіст Юрйо Вуорйокі. 
У лютому 1934 рівно на рік головою "AKS" знову вдруге став Вілго Геланен. Наступним головою був юрист і журналіст Рауно Каллен. 
З 22 лютого 1936 аж до 23 вересня 1944 "AKS" втретє очолював Вілго Геланен. 
Членський квиток № 1 отримав Еліас Сімеліус (Сімойокі). Між Сімойокі і Кайлою точилося суперництво в боротьбі за найвище керівництво "AKS". 

## Ідеї
Ідеологія "AKS" тяжіла до націонал-патріотичних поглядів Югана Снелльмана. Програма організації ґрунтувалася на ідеї Великої Фінляндії, поєднаної з антисовєтизмом. 

Згідно з виробленою  програмою виступів ораторів "AKS" в армійських і шуцкорських частинах, лейтмотивом цих виступів повинно бути: «Наша батьківщина — це не теперішня Фінляндія, а Велика Фінляндія, яка нудиться під чужим ярмом — її треба звільнити», «Японія є природним союзником Великої Фінляндії, вона хоче звільнити пригноблені фінські племена», Промова закінчувалася закликом бути готовими виступити за звільнення і створення Великої Фінляндії.
 У внутрішній політиці "AKS" стояла на позиціях феноманії, правих поглядів і антикомунізму. Суспільство було свого роду «мозковим центром» фінських правих.
Установки Спілки, відображалися на політичній позиції і гаслах Руху Лапуа та партії "Патріотичний народний рух". Помітний вплив Спілка мала на військові кола та Шуцкор. Противниками "AKS" були підпільна компартія, соціал-демократи і ліберали.  

 Багато діячів консервативної Національної коаліції симпатизували "AKS". 

## Символи
Емблему "AKS" розробив відомий художник Тойво Вікстед. В якості символіки використовувався чорний прапор з емблемою.  

Ті, хто вступав до організації, складали присягу, текст якої підготували Кайла та Сімойокі: 
 Клянуся під нашим прапором, в ім'я всього святого і дорогого для мене, пожертвувати життям заради моєї батьківщини, заради національного пробудження Фінляндії, Карелії та Інгрії, заради Великої Фінляндії. Як вірю я в єдиного Бога, вірю я в Фінляндію та її велике майбутнє . 
 Важливе місце займав культ Бобі Сівена —  «білого» бійця, націоналіста та учасника «племінних воєн». Він покінчив життя самогубством у карельському селищі Репола за кілька місяців після підписання урядами РСФСР і Фінляндії Тартуського мирного договору договору 1920.

## Діяльність
Першочерговим завданням "AKS" була допомога біженцям зі Східної Карелії. Всіляко пропагувалася ідея «випрямлення кордонів» — приєднання Інґрії (Інґерманландії), Східної Карелії як першого кроку у створенні майбутньої Великої Фінляндії від «моря до моря».
Іншим важливим напрямком діяльності "AKS" була феноманія. З іншого боку, Ельмо Кайла був прихильником консолідації фінського і шведського населення країни на основі велікофінского проєкту. 
З "AKS" виділилися жіночий підрозділ "NYKS" і організація школярів "OKS". Друкованим рупором Спілки був журнал "Suomen heimo".
На початку 1930-тих масовим союзником "AKS" став правий ''Рух Лапуа''. Однак заколот в Мянтсяля призвів до відколу від "AKS" частини учасників, зокрема зі Спілки вийшов Урго Кекконен. 
Для "AKS" була характерна жорстка побудова організації, активна агітація. Ці риси ефективно допомагали в протистоянні з лівими силами, особливо в студентському середовищі.  
Діячі "AKS" зіграли провідну роль у створенні партії "Патріотичний народний рух" ("IKL"). Зокрема, одним з провідних діячів "IKL" був Ерккі Ряйккенен. 
Від членів "AKS" в обов'язковому порядку вимагалася служба в армії або шуцкорах. Добровольці вели фортифікаційні роботи на Карельському перешийку.  
Члени "AKS" брали участь в Зимовій і в совєцько-фінській (1941—1944) війнах.  
У 1940 в бою з совєцькими військами загинув Еліас Сімойокі.  
Діяльність Спілки викликала сильне роздратування в СРСР. 

## Заборона
19 вересня 1944 адміністрація Маннергейма уклала Московське перемир'я. За його умовами діяльність "AKS" і афілійованих "ANKS" і "OKS" була заборонена 23 вересня 1944. 
Велика частина архівів "AKS" знищена. Прапор організації Мартті Кантеле зберіг у себе в будинку, згодом його спадкоємці передали реліквію в Національний музей Фінляндії. 

## Спадщина
Спадщина Карельської Академічної Спілки продовжуваа впливати на політику Фінляндії і в післявоєнний період. Характерний штрих: на виборах 1968 президентський пост оскаржували два колишні члени "AKS" — Урго Кекконен (від Фінляндського центру) і Матті Вірккунен (від Національної коаліції) .  
З 1958 існував "Клуб 22", що продовжував традицію Спілки . Колишні діячі "AKS" заснували в 1956 "Фінський сімейний фонд".